# Russellosaurus
Russellosaurus es un género extinto de mosasauroideo yaguarasaurino que vivió durante el Cretácico Superior de América del Norte. Este género fue descrito con base en un cráneo descubierto en rocas expuestas de la Pizarra Arcadia Park (a inicios de la mitad de la etapa del Turoniense) en Cedar Hill, en el condado de Dallas en el centro-sur de Texas, Estados Unidos. El cráneo (SMU 73056, siglas en inglés del Museo Shuler de Paleontología de la Universidad Metodista del Sur) fue hallado en 1992 por un miembro de la Sociedad Paleontológica de Dallas, quien entonces lo donó al museo. Otros especímenes fragmentarios de Russelosaurus han sido recuperados de la levemente más antigua Caliza Kamp Ranch así como otras dos localidades del área de Dallas.

## Etimología
La especie tipo, R. coheni, fue nombrada por el coleccionista aficionado de fósiles quien descubrió al ejemplar SMU 73056, y el nombre del género es en homenaje del paleontólogo Dale A. Russell por su extenso trabajo sobre los mosasaurios (por lo que el nombre traduciría "lagarto de Russell"). Esta es la segunda especie de mosasáurido que recibe un nombre en honor de Russell, siendo la primera Selmasaurus russelli (Wright y Shannon, 1988). El espécimen tipo de Russellosaurus es notable por ser el más antiguo mosasáurido bien preservado de América del Norte.

## Descripción
Polcyn y Bell (2005, p. 323) diagnosticaron a Russellosaurus de la siguiente manera: "Mosasáurido pequeño, de constitución ligera, con un frontal estrecho con una proporción de longitud-anchura de 1.6:1. Dieciséis dientes maxilares y dieciséis en el dentario. El premaxilar anterior es amplio y romo, en vista dorsal la sutura del premaxilar y el maxilar es oblicua. El ectopterigoideo es de constitución grácil y se compone de un distintivo proceso pterigoideo subrectangular y pequeño y un delgado proceso yugal en forma de varilla. Emarginación incipiente del frontal por las narinas externas. Un par de forámenes separados por un delgado septo mediano en el fondo del basioccipital que son interpretados como la entrada de la arteria basilar, y una salida de la superficie ventral del basioccipital en forma de forámenes múltiples y pequeños situados anteriormente. Un extremado crecimiento de los procesos pterigoideos del basisfenoide. Procesos postorbifrontales de constitución grácil. El foramen pineal se localiza en el centro de la tabla triangular parietal. El contacto del supraoccipital con el parietal es suelto al ser cartilaginoso. Hendidura media en el margen posterior parietal en aspecto dorsoventral."

## Clasificación
Polcyn y Bell (2005, p. 322) designaron a Russellosaurus como el género tipo de una nueva parafamilia de mosasauroideos, los Russellosaurina (= la subfamilia Russellosaurinae de Bell, 1997). Este clado de lagartos marinos es definido como todos los mosasauroideos más cercanamente relacionados con las subfamilias Tylosaurinae y Plioplatecarpinae y a su grupo hermano, consistente en los taxones Tethysaurus, Yaguarasaurus y Russellosaurus, su ancestro común y a todos sus descendientes en lugar de la subfamilia Mosasaurinae. El cráneo de Russelosaurus muestra muchos rasgos diagnósticos de los Plioplatecarpinae al tiempo que retiene varias características plesiomórficas. Los análisis cladísticos indican una cercana relación entre Russellosaurus y Yaguarasaurus columbianus, un mosasauroideo primitivo del Turoniano de Colombia. Junto con Tethysaurus nopcsai, otro mosasauroideo primitivo del Turoniano de Marruecos, estos géneros formarían un clado "basal a la divergencia" de las subfamilias Plioplatecarpinae y Tylosaurinae.
Basándose en la carencia de fusión entre los elementos del basicráneo y un alto grado de vascularización de la superficie ósea, la cual sugiere que el animal estaba experimentando una fase de crecimiento rápido cuando murió, se piensa que el cráneo holotipo de Russellosaurus coheni proviene de un individuo subadulto. Un mosasauroideo incluso más primitivo, Dallasaurus turneri, fue recuperado de la misma localidad de Cedar Hill que este espécimen.